# IEEE 802
IEEE 802 del Institute of Electrical and Electronics Engineers (más conocido por sus siglas, IEEE). Se identifica también con las siglas LMSC (LAN/MAN Standards Committee). Su misión se centra en desarrollar estándares de redes de área local (LAN) y redes de área metropolitana (MAN), principalmente en las dos capas inferiores del modelo OSI.
IEEE 802 fue un proyecto creado en febrero de 1980 paralelamente al diseño del Modelo OSI. Se desarrolló con el fin de crear estándares para que diferentes tipos de tecnologías pudieran integrarse y trabajar juntas. El proyecto 802 define aspectos relacionados con el cableado físico y la transmisión de datos.()
IEEE que actúa sobre Redes de computadoras. Concretamente y según su propia definición sobre redes de área local (RAL, en inglés LAN) y redes de área metropolitana (MAN en inglés). También se usa el nombre IEEE 802 para referirse a los estándares que proponen, algunos de los cuales son muy conocidos: Ethernet (IEEE 802.3), o Wi-Fi (IEEE 802.11). Está, incluso, intentando estandarizar Bluetooth en el 802.15 (IEEE 802.15).
Se centra en definir los niveles más bajos (según el modelo de referencia OSI o sobre cualquier otro modelo). Concretamente subdivide el segundo nivel, el de enlace, en dos subniveles: el de Enlace Lógico (LLC), recogido en 802.2, y el de Control de Acceso al Medio (MAC), subcapa de la capa de Enlace Lógico. El resto de los estándares actúan tanto en el Nivel Físico, como en  de Control de Acceso a los Medios. 

## Historia
En febrero de 1980 se formó en el IEEE un comité de redes locales con la intención de estandarizar un sistema de 1 o 2 Mbps que básicamente era Ethernet (el de la época). Decidieron estandarizar el nivel físico, el de enlace y superiores. Dividieron el nivel de enlace en dos subniveles: el de enlace lógico, encargado de la lógica de re-envíos, control de flujo y comprobación de errores, y el subnivel de acceso al medio, encargado de arbitrar los conflictos de acceso simultáneo a la red por parte de las estaciones.
Para final de año ya se había ampliado el estándar para incluir el Token Ring (red en anillo con paso de testigo)  de IBM y un año después, y por presiones de grupos industriales, se incluyó Token Bus (red en bus con paso de testigo), que incluía opciones de tiempo real y redundancia, y que se suponía idóneo para ambientes de fábrica.
Cada uno de estos tres "estándares" tenía un nivel físico diferente, un subnivel de acceso al medio distinto pero con algún rasgo común (espacio de direcciones y comprobación de errores), y un nivel de enlace lógico único para todos ellos.
Después se fueron ampliando los campos de trabajo, se incluyeron redes de área metropolitana (alguna decena de kilómetros), personal (unos pocos metros) y regional (algún centenar de kilómetros), se incluyeron redes inalámbricas (WLAN), métodos de seguridad, comodidad, etc.

## Grupos de Trabajo
| Nombre       | Descripción                                                                  | Nota                       |
| ------------ | ---------------------------------------------------------------------------- | -------------------------- |
| IEEE 802.1   | Normalización de interfaz                                                    |                            |
| 802.1d       | Spanning Tree Protocol                                                       |                            |
| 802.1p       | Asignación de Prioridades de tráfico Asignación de Prioridades de tráfico    | inactivo                   |
| 802.1q       | Virtual Local Area Networks (VLAN)                                           |                            |
| 802.1x       | Autenticación en redes LAN                                                   |                            |
| 802.1aq      | Shortest Path Bridging (SPB)                                                 |                            |
| IEEE 802.2   | Control de enlace lógico (LLC)                                               | Inactivo                   |
| IEEE 802.3   | CSMA / CD (ETHERNET)                                                         |                            |
| IEEE 802.3a  | Ethernet delgada 10Base2                                                     |                            |
| IEEE 802.3c  | Especificaciones de Repetidor en Ethernet a 10 Mbps                          |                            |
| IEEE 802.3i  | Ethernet de par trenzado 10BaseT                                             |                            |
| IEEE 802.3j  | Ethernet de fibra óptica 10BaseF                                             |                            |
| IEEE 802.3u  | Fast Ethernet 100BaseT                                                       |                            |
| IEEE 802.3z  | Gigabit Ethernet parámetros para 1000 Mbps                                   |                            |
| IEEE 802.3ab | Gigabit Ethernet sobre 4 pares de cable UTP Cat5e o superior                 |                            |
| IEEE 802.3ad | LACP o Agregación de enlaces                                                 |                            |
| IEEE 802.3ae | 10 Gigabit Ethernet                                                          |                            |
| IEEE 802.4   | Token bus LAN                                                                | Disuelto                   |
| IEEE 802.5   | Token ring LAN (topología en anillo)                                         | Inactivo                   |
| IEEE 802.6   | Redes de Área Metropolitana (MAN) (ciudad) (fibra óptica)                    | Disuelto                   |
| IEEE 802.7   | Grupo Asesor en Banda ancha                                                  | Disuelto                   |
| IEEE 802.8   | Grupo Asesor en Fibras Ópticas                                               | Disuelto                   |
| IEEE 802.9   | Servicios Integrados de red de Área Local (redes con voz y datos integrados) | Disuelto                   |
| IEEE 802.10  | Seguridad de red                                                             | Disuelto                   |
| IEEE 802.11  | Redes inalámbricas WLAN. (Wi-Fi)                                             |                            |
| IEEE 802.12  | Acceso de Prioridad por demanda 100 Base VG-Any Lan                          | Disuelto                   |
| IEEE 802.13  | Se ha evitado su uso por superstición                                        | Sin uso                    |
| IEEE 802.14  | Módems de cable                                                              | Disuelto                   |
| IEEE 802.15  | WPAN (Bluetooth)                                                             |                            |
| IEEE 802.16  | Redes de acceso metropolitanas sin hilos de banda ancha (WIMAX)              |                            |
| IEEE 802.17  | Anillo de paquete elástico script                                            |                            |
| IEEE 802.18  | Grupo de Asesoría Técnica sobre Normativas de Radio                          | En desarrollo a día de hoy |
| IEEE 802.19  | Grupo de Asesoría Técnica sobre Coexistencia                                 |                            |
| IEEE 802.20  | Mobile Broadband Wireless Access                                             |                            |
| IEEE 802.21  | Media Independent Handoff                                                    |                            |
| IEEE 802.22  | Wireless Regional Area Network                                               |                            |